# Мухомор щетинистий
Мухомор щетинистий (Amanita solitaria) — вид грибів роду мухомор (Amanita). Сучасну біномінальну назву надано у 1836 році.

## Будова

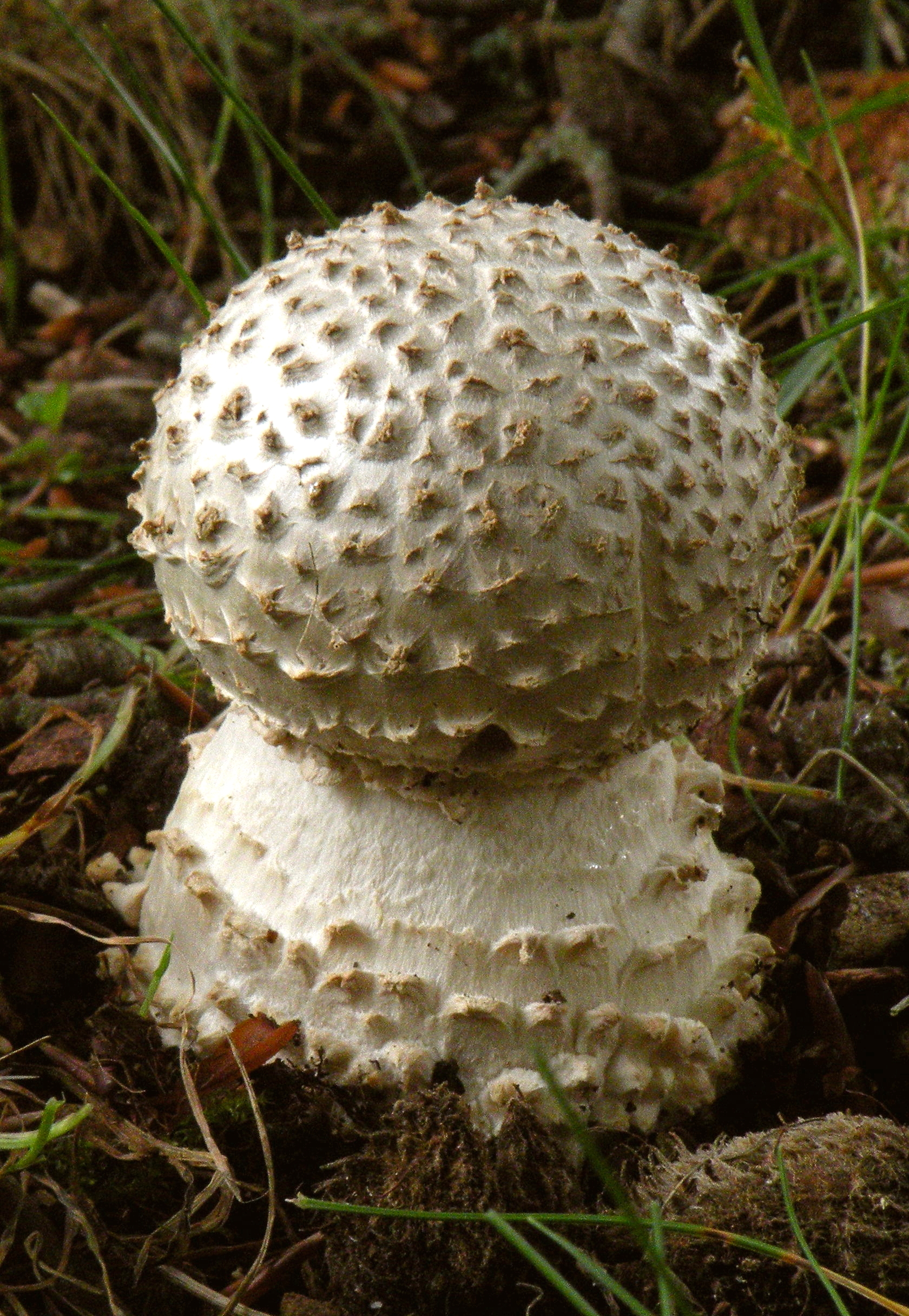
Молодий гриб

Білувата блискуча шапинка напівкуляста 15–16 см в діаметрі, в центрі світловохриста, густо вкрита залишками покривала, що схожі на щетинисті лусочкоподібні бруднобілі бородавки. З віком стає опуклорозпростерта з гладким пластівчастим краєм. Густі білуваті пластинки вільні. Згодом вони набувають зеленкуватожовтого відтінку. Спори безбарвні. Циліндрична ніжка 6–14×1,0–3 см донизу потовщена, вкрита концентричними рядами білуватих пластівців. Має прирослу до ніжки біля основи сірувату, трухляву вольву. На верхівці має біле тонке трохи смугасте кільце. М'якуш білий, на зламі кремовий, з неприємним запахом, без особливого смаку.

## Життєвий цикл
Плодові тіла з'являються у липні–жовтні.

## Поширення та середовище існування
Росте у широколистяних (дуб, клен) та мішаних (береза, сосна) лісах. Поширений у Євразії. В Україні зустрічається на Правобережному Поліссі (Пуща-Водиця), у Правобережному Лісостепу (Київ, Голосіїв, Конча-Заспа, заказник «Лісники», Канівські дислокації в Черкаській області, заказник загальнодержавного значення «Савранський ліс» в Одеській області), у Лівобережному Лісостепу (біля с. Капустинці Сумської області та Михайлівки Полтавської області), у Правобережному злаково-лучному Степу (Вознесенське лісництво у Вознесенському районі Миколаївської області) та на Південному березі Криму (біля Ялти, поблизу «Галявини казок»).

## Практичне використання
Є повідомлення, що гриб їстівний, однак його радять уникати через схожість з іншими отруйними видами мухоморів. Здатний накопичувати у собі метали.

## Природоохоронний статус
Включений до третього видання Червоної книги України (2009 р.). Охороняється у Канівському природному заповіднику та заказниках загальнодержавного значення «Лісники» й «Савранський ліс».

## На марках

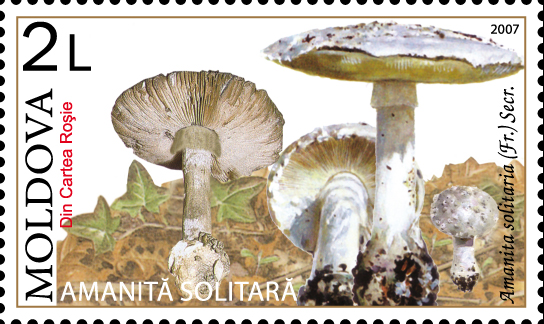

Зображений на марці Молдови 2007 р.